# Xian de Rongjiang
Le xian de Rongjiang (榕江县 ; pinyin : Róngjiāng Xiàn) est un district administratif de la province du Guizhou en Chine. Il est placé sous la juridiction de la préfecture autonome miao et dong de Qiandongnan.

## Démographie
La population du district était de 303 572 habitants en 1999.